# Nello Polese
Nello Polese (Napoli, 10 maggio 1940) è un politico e ingegnere italiano, sindaco di Napoli dal 1990 al 1993.